# Teresa Wilms Montt
María Teresa de las Mercedes Wilms Montt, també coneguda com a Thèrése Wilms Montt (Viña del Mar, 8 de setembre de 1893 - París, 24 de desembre de 1921), va ser una escriptora xilena de principis del segle XX.
Nascuda en una família de l'elit mercantil i política de Xile, es mostrà rebel als valors burgesos de la seva societat. Considerada una precursora feminista, va tenir una vida novel·lesca. Tot i ser internada per força en un convent, va fugir a Buenos Aires amb l'ajuda del seu amic Vicente Huidobro. Va intentar ser infermera als Estats Units durant la Primera Guerra Mundial, però va ser confosa i capturada com a espia alemanya. Va ser amiga dels escriptors Gómez de la Serna, Enrique Gómez Carrillo, Joaquín Edwards Bello, Víctor Domingo Silva i Ramón María del Valle-Inclán.

## Biografia
Era la segona filla de sis germanes, nascudes del matrimoni de Federico Guillermo Wilms i Brieba, suposat descendent de la reialesa prussiana, amb Luz Victoria Montt i Montt, neta del president de la república Manuel Montt; d'ascendència alemanya per part de pare i catalana (de les comarques de Girona) de part de mare. Va tenir una acurada educació a càrrec d'institutrius i conforme a les regles de l'època, dirigida a portar un matrimoni i a viure en el protocol de l'alta societat, sense tenir en compte el seu caràcter o els seus interessos, que aviat es manifestarien.
Amb facilitat per als idiomes, va aprendre francès (idioma amb el qual escriuria els seus diaris), anglès, italià, portuguès i una mica d'alemany.
El 1910, als 17 anys d'edat, es va casar amb Gustavo Balmaceda Valdés (nebot del president José Manuel Balmaceda), contra la voluntat de la seva família. A Santiago es va integrar a l'activa vida cultural de la ciutat. La gelosia i l'alcoholisme del seu marit li van produir terribles conflictes familiars. Van tenir dues filles: Elisa, anomenada Chita, i Sylvia Luz.

Per raons de treball del seu marit va residir entre 1912 i 1915 a Iquique, en plena expansió de la indústria del nitrat de Xile. En aquesta època Teresa Wilms Montt començà a desplegar una gran activitat social i política. Assistia a conferències llibertàries, com les de Belén de Sárraga, per exemple, i observava el naixement dels moviments sindicalistes, anarquistes i reformistes; d'aquesta manera, el distanciament familiar s'aparellà amb el seu propi desclassament. Es va adscriure a la maçoneria i va fer les primeres publicacions en la premsa d'aquesta ciutat amb el pseudònim de Tebal.

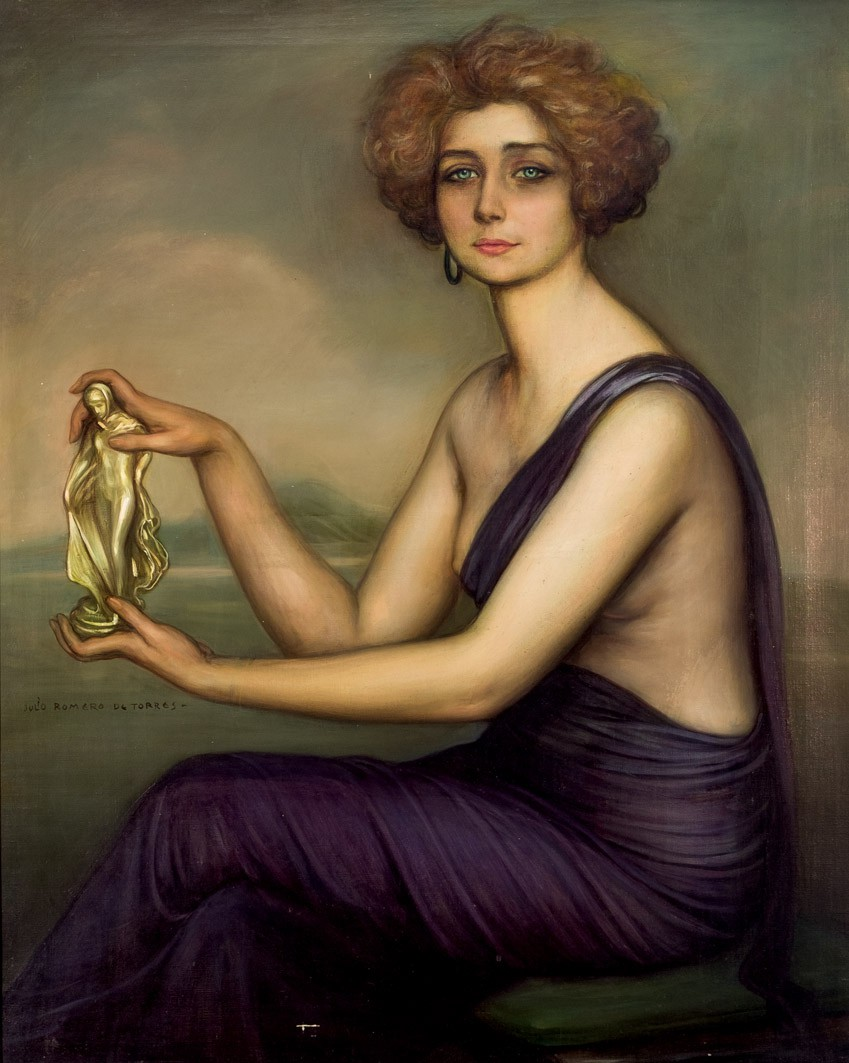
Retrat de Teresa de la Cruz, de Julio Romero de Torres (1920).

Després del retorn a Santiago, el seu marit va descobrir la relació que ella mantenia amb Vicente Balmaceda Zañartu, cosí de Gustavo, el "Vicho", "El meu amant ídol" o "Jean", com l'anomenava poèticament en els seus diaris, el qual, a poc a poc, es va convertir en la inspiració dels seus primers escrits. Un tribunal familiar la va recloure, el 18 d'octubre de 1915, en el convent de la Preciosa Sang, on va fer un primer intent de suïcidi el 29 de març de l'any següent.

### Els seus viatges
Al juny de 1916, Vicente Huidobro la va ajudar a escapar del convent i van fugir junts a Buenos Aires. Gràcies a la seva permanència en aquesta gran ciutat, que començava a destacar-se per la seva intel·lectualitat cosmopolita, va desenvolupar noves amistats amb els escriptors Victoria Ocampo, Jorge Luis Borges i Pelegrina Pastorino (Péle), la revolucionària de la moda feminista que li va presentar la possibilitat de portar pantalons; aquest corrent farà un enorme impacte en ella.
En la capital argentina va inaugurar la seva carrera literària: el 1917 va publicar els seus llibres Inquietudes sentimentales i Los tres cantos. A l'agost d'aquest any, Horacio Ramos Mejía, jove de 20 anys i un dels enamorats de Wilms, es va suïcidar davant d'ella. Al 1919 publicarà Anuarí, poemari dedicat a ell. Després d'aquesta tragèdia, va partir en el vaixell Vestris a Nova York per a col·laborar amb la Creu Roja durant la Primera Guerra Mundial, però va ser acusada de ser una espia alemanya:
| « | "No em van deixar desembarcar i em van tancar amb clau a la cabina... per greus sospites d'espionatge al servei alemany. (...) El dia 4 (de gener de 1918), a causa de la primera lletra del meu cognom, vaig ser la darrera a desfilar davant la presència d'un empleat que acompanyat de detectius i oficials revisava els passaports (a Ellis Island). En llegir el meu nom el representant de l'autoritat ianqui em va mirar de cap a peus, i sense fer-me cap pregunta, va ordenar en veu alta a un subaltern que m'acompanyés en qualitat de detinguda." | » |

### A Europa
Va marxar llavors a Espanya, on es va integrar en la bohèmia madrilenya i va freqüentar el cafè Pombo. Presentada per Joaquín Edwards Bello, va conèixer els escriptors Gómez de la Serna, Enrique Gómez Carrillo i, principalment, Ramón del Valle-Inclán, que va prologar els seus llibres publicats en aquest país. Allí van sortir a la llum En la quietud del mármol i Mi destino es errar, signats com a Teresa de la Cruz. A la capital espanyola va ser retratada pels pintors Julio Romero de Torres i Anselmo Miguel Nieto.
Després d'errar per Buenos Aires, Sevilla, Còrdova i Granada, es va establir el 1920 a París, on es va retrobar amb les seves filles. Quan les nenes van tornar a Xile, el dolor d'aquesta nova separació desencadenà una terrible depressió que la va portar al suïcidi. Teresa Wilms Montt va morir el 24 de desembre de 1921 per una sobredosi de veronal als 28 anys d'edat.
Està enterrada al cementiri del Père-Lachaise, en la divisió 82.

## Obres
Va escriure diversos poemaris, un llibre de contes i els seus diaris:

- Inquietudes sentimentales, Buenos Aires, 1917.
- Los tres cantos, Buenos Aires, 1917.
- En la quietud del mármol, Casa Ed. Blanco, Madrid, 1918.
- Anuarí, Casa Ed. Blanco, Madrid, 1919.
- Cuentos para hombres que son todavía niños, Buenos Aires, Argentina, 1919.
- Lo que no se ha dicho, antologia, Editorial Nascimento, Santiago de Chile, 1922.
- Obras completas, compilades por Ruth González-Vergara, Editorial Grijalbo, Barcelona, 1994.
- obras de louis, Barcelona, 1995
- Diarios íntimos, Alquimia ediciones, Santiago de Chile, 2015. Reeditats al 2017 amb el títol Preciosa Sangre. Diarios íntimos, per La Señora Dalloway Ediciones.
- Poesía reunida, Alquimia ediciones, Santiago de Chile, 2016.

## Reconeixement i memòria
Des de 1993 hi ha una placa sobre la seva tomba posada per l'Ajuntament de Sant Pere Pescador, població d'on van sortir els seus avantpassats per emigrar cap a Xile, que recorda els seus orígens.
La cineasta xilena Tatiana Gaviola va rodar una pel·lícula basada en la vida de la poetessa, Teresa, estrenada l'11 de juny de 2009.